# Deconstruction
Deconstruction es el tercer álbum de estudio de la cantautora estadounidense Meredith Brooks, publicado en 1999 por Capitol Records. Tras el rotundo éxito que representó el sencillo "Bitch" y el álbum Blurring the Edges de 1997, Deconstruction no obtuvo una aceptación similar por parte de la crítica y sus ventas fueron escasas.

## Lista de canciones
1. "Shout" (Brooks) – 3:54
2. "Lay Down (Candles in the Rain)" con Queen Latifah (Melanie Safka, Queen Latifah) – 4:36
3. "I Have Everything" (Brooks) – 4:05
4. "Cosmic Woo Woo" (Brooks, Dvoskin) – 3:35
5. "Nobody's Home" (Brooks, Shelly Peiken) – 5:12
6. "All for Nothing" (Brooks, Rick Nowels) – 4:42
7. "I Said It" (Brooks, Nowels) – 3:23
8. "Back to Eden" (Brooks, Nowels) – 3:51
9. "Bored with Myself" (Brooks, Peiken) – 3:45
10. "Careful What You Wish For" (Brooks, Gorgoni, Peiken) – 4:27
11. "Sin City" (Brooks) – 4:37
12. "Back to Nowhere" (Brooks) – 4:02

## Personal
- Meredith Brooks - guitarra, voz
- Paul Bushnell - bajo
- David Darling - percusión
- Denny Fongheiser - batería
- Davey Faragher - bajo
- Mark Meadows - bajo
- Rob Ladd - batería
- Matt Laug - batería
- Michael Parnell - teclados
- Paul Trudeau - piano, teclados